# Distrito de Arbon
Arbon é um distrito da Suíça, localizado no cantão de Turgóvia. Tem 88,8 km² de área e sua população em 2019 foi estimada em 57.448 habitantes. Sua sede é a comuna de Arbon.

## Comunas
| Brasão | Comunas    | População (31 de dezembro de 2019) | Área km² |
| ------ | ---------- | ---------------------------------- | -------- |
|        | Amriswil   | 13.816                             | 19.1     |
|        | Arbon      | 14.796                             | 5.9      |
|        | Dozwil     | 683                                | 1.4      |
|        | Egnach     | 4.699                              | 18.5     |
|        | Hefenhofen | 1.210                              | 6.1      |
|        | Horn       | 2.901                              | 1.7      |
|        | Kesswil    | 999                                | 4.4      |
|        | Roggwil    | 3.095                              | 11.9     |
|        | Romanshorn | 11.269                             | 8.7      |
|        | Salmsach   | 1.477                              | 2.6      |
|        | Sommeri    | 610                                | 4.2      |
|        | Uttwil     | 1.893                              | 4.3      |
|        | Total (12) | 57.448                             | 88.8     |